# Pijavica (Zengg)
Pijavica falu Horvátországban, Lika-Zengg megyében. Közigazgatásilag Zengghez tartozik.

## Fekvése
Zengg központjától 2,5 km-re északra, a Velebit-hegység lábánál a tengerparttól 200 méterre fekszik. Mintegy harminc házból áll.

## Története
Lakosságát csak 2011 óta számlálják önállóan, akkor 262 állandó lakosa volt.

## Nevezetességei
A kis tengerparti település nevezetessége a Pijavica-barlang. A barlang Zenggtől 2 km-re északra, a Zenggből Novi felé vezető út és a tenger között, Pijavica falutól légvonalban 450 méterre fekszik. Első szárazföldi bejárata az úttól mindössze tíz méterre található (ez ma be van temetve), majd tizenöt méterrel északnyugatra, a tengertől mindössze három méterre van a második szárazföldi bejárat, mely a tengeri bejárat felett helyezkedik el. A tengeri bejárat a tengerszintben délnyugat felé nyílik. A tengeri bejárat a tenger felől már messziről látható, hiszen harminc méter széles és három méter magas. Úszva, vagy csónakkal közelíthető meg és öt méter mélységben lehet a barlangba bemenni. A tenger mélysége a bejáratnál négy és fél méter. A bejárat mögött egy 20-szor 10 méteres ovális terem volt található. A barlang első leírója 1907-ben Stjepan Vuksan volt. A szárazföldi bejáraton először Vlado Božić ereszkedett le egy kötélen 1985-ben, ahol a tengeri bejárat felől olyan kék fényhatást észlelt amilyen a Biševo szigeten levő Kék-barlangban is látható. Barlangászok 1985 és 1994 között többször is kutatták a barlangot, ahol a tengerszint alól feltörő két forrás vize keveredett a tenger sós vizével. 1994-ben a szárazföldi bejáratba valaki nagy mennyiségű építőanyagot öntött, amely teljesen elzárta mind a szárazföldi, mind a tengeri bejáratot ezzel lényegében betemetve a barlangot.
A mai Pijavica település területén, a mai adriai-autópálya déli oldala mentén valószínűleg a 18. században építették a Szent József fogadalmi kápolnát. A kápolnát feltehetően matrózok építették köszönetül szerencsés visszatérésükért. Az adriai autópálya építése során 1953-ban a kápolnát lebontották és az új úttestet 5 – 7 m-rel lejjebb építették meg. Az egykori kápolnának csak csekély alapfalai láthatók az út mellett.